# Coriophora loi
Coriophora loi is een slakkensoort uit de familie van de Triphoridae. De wetenschappelijke naam van de soort is voor het eerst geldig gepubliceerd in 2012 door Chen, Tseng & Lo.